# Gouvernement Aristide Briand (4)
Pour les articles homonymes, voir Gouvernement Aristide Briand.
Troisième République
Aristide Briand III Louis Barthou
Le quatrième gouvernement Aristide Briand est le gouvernement de la Troisième République en France du 18 février 1913 au 22 mars 1913.

## Composition

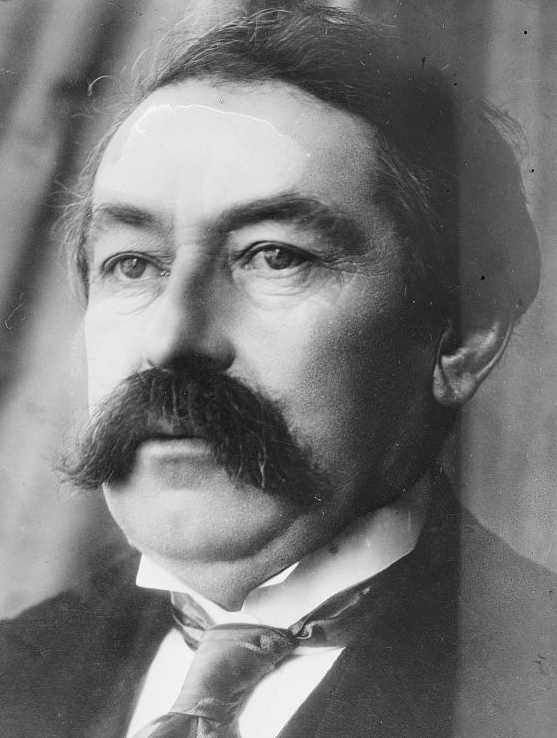
Aristide Briand

| Portefeuille                                                       | Titulaire | Titulaire          | Parti |
| ------------------------------------------------------------------ | --------- | ------------------ | ----- |
| Président du Conseil                                               |           | Aristide Briand    | PRS   |
| Ministres                                                          |           |                    |       |
| Ministre des Affaires étrangères                                   |           | Charles Jonnart    | PRD   |
| Ministre de la Guerre                                              |           | Eugène Étienne     | PRD   |
| Ministre de l'Instruction publique et des Beaux-Arts               |           | Théodore Steeg     | PRRRS |
| Ministre de l'Intérieur                                            |           | Aristide Briand    | PRS   |
| Ministre de la Justice                                             |           | Louis Barthou      | PRD   |
| Ministre de la Marine                                              |           | Pierre Baudin      | PRRRS |
| Ministre de l'Agriculture                                          |           | Fernand David      | RI    |
| Ministre des Finances                                              |           | Louis-Lucien Klotz | PRRRS |
| Ministre des Travaux publics                                       |           | Jean Dupuy         | PRD   |
| Ministre du Commerce et de l'Industrie                             |           | Gabriel Guist'hau  | PRD   |
| Ministre des Colonies                                              |           | Jean Morel         | PRRRS |
| Ministre du Travail et de la Prévoyance sociale                    |           | René Besnard       | PRRRS |
| Sous-secrétaires d’État                                            |           |                    |       |
| Sous-secrétaire d’État à la Présidence du Conseil et à l’Intérieur |           | Paul Morel         | RI    |
| Sous-secrétaire d’État aux Beaux-Arts                              |           | Léon Bérard        | PRRRS |
| Sous-secrétaire d’État aux Finances                                |           | Élisée Bourely     | PRRRS |
| Sous-secrétaire d'État aux Postes et télégraphes                   |           | Charles Chaumet    | RI    |

## Fin du gouvernement et passation des pouvoirs
Aristide Briand démissionne à la suite de son échec lors du vote de la loi des trois ans sur le service militaire, Louis Barthou, un vieil ami du président Poincaré mais également un ancien ministre, est appelé par celui-ci pour former un nouveau gouvernement.